# 营销战略
战略的含义：在竞争中为达到一定的目的而进行的全局性，长远性的谋划。

## 市场营销中不同层面的战略

### 基本战略
一般为企业使命，即企业为什么存在。
一般受历史和文化，所有者、管理者的意图和想法，以及市场，环境的发展变化，资源条件，核心能力和优势等因素影响。

### 发展战略
企业远景，即企业领导人希望公司发展成为什么样子，一般有以下几种：
1. 市场开发（无中生有）
2. 市场开拓（发展壮大）
3. 产品开发
4. 企业入市
5. 企业拓展（多元化发展）
6. 企业形象
7. 跨国营销

### 竞争战略
一般为攻击现有或潜在的竞争者的计划，一般有以下几种：
1. 成本领先
2. 差异化
3. 集中化
4. 战略并存

## 延伸阅读
市场营销专业架构